# Kempenich
Kempenich település Németországban, Rajna-vidék-Pfalz tartományban. Lakosainak száma 1895 fő (2023. december 31.).

## Népesség
A település népességének változása:
| Lakosok száma | 1869 | 1857 | 1854 | 1902 | 1895 |
|               | 2017 | 2019 | 2021 | 2022 | 2023 |